# 3458 Boduognat
3458 Boduognat è un asteroide della fascia principale. Scoperto nel 1985, presenta un'orbita caratterizzata da un semiasse maggiore pari a 2,4508894 UA e da un'eccentricità di 0,1544445, inclinata di 2,12923° rispetto all'eclittica.